# Associação Atlética Escola Superior Madre Celeste
A Associação Atlética Escola Superior Madre Celeste (ESMAC) é um clube brasileiro de futebol feminino da cidade de Ananindeua, Pará. Manda a maioria de seus jogos no estádio Mangueirão em Belém que tem capacidade para 45.007 espectadores.

## História
A ESMAC é um dos principais times em seus estado no futebol feminino, sendo 6 vezes campeãs paraenses, sendo um penta campeonato seguido, entre os anos de 2016 e 2020.[carece de fontes?]
Além do futebol feminino, o clube já conquistou diversos títulos no futsal masculino, sendo 10 ao total.
O clube nunca participou do Campeonato Brasileiro de Futebol Feminino - Série A1, mas ficou próximo do acesso em duas ocasiões chegando nas oitavas de final. O primeiro foi no ano de 2019, onde enfrentou o Taubaté, na partido de ida ocorreu um empate de 0 a 0, mas no jogo de volta, ocorrida em São Paulo, a equipe do Taubaté conseguiu a melhor após vencer o clube por 2 a 0 e conseguindo a vaga para a fase seguinte.
A segunda eliminação ocorreu no ano seguinte, novamente por um paulista, nessa ocasião o Juventus, onde fez o jogo de ida em São Paulo, onde a equipe paulista conseguiu o placar mínimo derrotando o ESMAC por 1 a 0, já em Belém, as equipes ficaram apenas no empate por 2 a 2, assim o clube perde novamente a chance de passar de fase.
O acesso finalmente foi conquistado no ano de 2021, quando o ESMAC eliminou o Real Ariquemes, no Baenão, pelas quartas de finais da Série A2 e garantindo vaga na Série A1 de 2022.
Ainda em 2021, a ESMAC confirmou início nas disputas profissionais de futebol masculino. 

## Futebol Masculino

### Participações
|  | Participações em 2025 |

| Competição | Competição | Temporadas | Melhor campanha | Estreia | Última | P | R |
| Pará       | Série A2   | 5          | 5º lugar (2022) | 2021    | 2025   | – | 1 |

## Futebol Feminino

### Títulos
| ESTADUAIS | ESTADUAIS           | ESTADUAIS | ESTADUAIS                           |
|           | Competição          | Títulos   | Temporadas                          |
| Pará      | Campeonato Paraense | 6         | 2012, 2016, 2017, 2018, 2019 e 2020 |
| --------- | ------------------- | --------- | ----------------------------------- |

### Participações
|  | Participações em 2024 |

| Competição | Competição             | Temporadas | Melhor campanha         | Estreia | Última | P | R |
| Brasil     | Brasileirão - Série A1 | 1          | 14º lugar (2022)        | 2022    | 2022   |   | 1 |
| Brasil     | Brasileirão - Série A2 | 5          | 3º lugar (2021)         | 2018    | 2023   | 1 | 1 |
| Brasil     | Brasileirão - Série A3 | 1          | 24º lugar (2024)        | 2024    | 2024   | — |   |
| Brasil     | Copa do Brasil         | 2          | Quartas de final (2014) | 2013    | 2014   |   |   |
| Pará       | Campeonato Paraense    | 18         | Campeã (6 vezes)        | 2007    | 2024   |   |   |

#### Categorias de base
| Competição | Competição | Temporadas | Melhor campanha           | Estreia | Última | P | R |
| Brasil     | Sub-20     | 1          | 1ª Fase (2022)            | 2022    | 2022   |   |   |
| Brasil     | Sub-17     | 1          | 1ª Fase (2022)            | 2022    | 2022   |   |   |
| Pará       | Sub-20     | 2          | Vice-campeã (2019 e 2022) | 2019    | 2022   |   |   |

## Outros Esportes

### Futsal
- Taça Brasil de Futsal - 1 título (2021) [10]
- Campeonato Paraense de Futsal - 10 títulos[11]
- Torneio Bené Aguiar - 10 títulos[12][13][14]

### Handebol
- Campeonato Paraense de Handebol - 2 títulos[15]
- Campeonato Paraense de Handebol Feminino - 1 título
- Campeonato Paraense de Handebol de Areia - 1 título
- Campeonato Paraense de Handebol de Areia Feminino - 1 título
- Campeonato Paraense de Handebol Júnior - 3 títulos
- Campeonato Intermunicipal de Handebol Feminino - 1 título[16]